# Canton de Berg-Helvie
Le canton de Berg-Helvie, précédemment appelé canton du Teil, est une circonscription électorale française du département de l'Ardèche, créée par le décret du 13 février 2014 et entrée en vigueur lors des élections départementales de 2015.

## Histoire
Un nouveau découpage territorial de l'Ardèche entre en vigueur en mars 2015, défini par le décret du 13 février 2014, en application des lois du 17 mai 2013 (loi organique 2013-402 et loi 2013-403). Les conseillers départementaux sont, à compter de ces élections, élus au scrutin majoritaire binominal mixte. Les électeurs de chaque canton élisent au Conseil départemental, nouvelle appellation du Conseil général, deux membres de sexe différent, qui se présentent en binôme de candidats. Les conseillers départementaux sont élus pour six ans au scrutin binominal majoritaire à deux tours, l'accès au second tour nécessitant 12,5 % des inscrits au premier tour. En outre la totalité des conseillers départementaux est renouvelée. Ce nouveau mode de scrutin nécessite un redécoupage des cantons dont le nombre est divisé par deux avec arrondi à l'unité impaire supérieure si ce nombre n'est pas entier impair, assorti de conditions de seuils minimaux. En Ardèche, le nombre de cantons passe ainsi de 33 à 17. Le canton du Teil fait partie des huit nouveaux cantons du département, les neuf autres cantons portant la dénomination d'un ancien canton, mais avec des limites territoriales différentes.
Le canton est renommé en 2016 « canton de Berg-Helvie ».

## Représentation
| Période élective | Période élective | Mandat | Mandat   | Identité          | Nuance | Nuance | Qualité |
| ---------------- | ---------------- | ------ | -------- | ----------------- | ------ | ------ | --- |
| 2015             | 2021             | 2015   | 2021     | Sylvie Dubois     |        | PS     | Enseignante en lycée professionnel, adjointe au maire de Villeneuve-de-Berg (maire depuis 2020)                                                                 |
| 2015             | 2021             | 2015   | 2021     | Olivier Peverelli |        | PS     | Chargé d'affaires à la Caisse d'Epargne, Maire du Teil 9e vice-président, chargé de la culture et du patrimoine, député suppléant d'Hervé Saulignac (2017-2022) |
| 2021             | 2028             | 2021   | en cours | Sylvie Dubois     |        | PS     | Conseillère sortante |
| 2021             | 2028             | 2021   | en cours | Olivier Peverelli |        | PS     | Conseiller sortant |

### Résultats détaillés

#### Élections de mars 2015
À l'issue du 1er tour des élections départementales de 2015, deux binômes sont en ballottage : Sylvie Dubois et Olivier Peverelli (Union de la Gauche, 38,72 %) et Thierry Arsac et Sandrine Chapuis (FN, 23,25 %). Le taux de participation est de 55,79 % (8 442 votants sur 15 133 inscrits) contre 55,97 % au niveau départemental et 50,17 % au niveau national.
Au second tour, Sylvie Dubois et Olivier Peverelli (Union de la Gauche) sont élus avec 62,88 % des suffrages exprimés et un taux de participation de 57,41 % (4 963 voix pour 8 688 votants et 15 132 inscrits).

#### Élections de juin 2021
Le premier tour des élections départementales de 2021 est marqué par un très faible taux de participation (33,26 % au niveau national). Dans le canton de Berg-Helvie, ce taux de participation est de 34,77 % (5 433 votants sur 15 624 inscrits) contre 37,36 % au niveau départemental. À l'issue de ce premier tour, deux binômes sont en ballottage : Sylvie Dubois et Olivier Peverelli (PS, 49,55 %) et Alain Laville et Sophie Lorenzo (RN, 23,45 %).
Le second tour des élections est marqué une nouvelle fois par une abstention massive équivalente au premier tour. Les taux de participation sont de 34,3 % au niveau national, 40,7 % dans le département et 36,13 % dans le canton de Berg-Helvie. Sylvie Dubois et Olivier Peverelli (PS) sont élus avec 71,82 % des suffrages exprimés (3 706 voix pour 5 649 votants et 15 636 inscrits),,.

## Composition
Le canton de Berg-Helvie comprend dix-neuf communes entières.
| Nom                             | Code Insee | Intercommunalité        | Superficie (km2) | Population (dernière pop. légale) | Densité (hab./km2) | Modifier                                    |
| ------------------------------- | ---------- | ----------------------- | ---------------- | --------------------------------- | ------------------ | ------------------------------------------- |
| Le Teil (bureau centralisateur) | 07319      | CC Ardèche Rhône Coiron | 26,59            | 8 812 (2022)                      | 331                | modifier les données · modifier les données |
| Alba-la-Romaine                 | 07005      | CC Ardèche Rhône Coiron | 30,46            | 1 538 (2022)                      | 50                 | modifier les données · modifier les données |
| Aubignas                        | 07020      | CC Ardèche Rhône Coiron | 15,42            | 477 (2022)                        | 31                 | modifier les données · modifier les données |
| Berzème                         | 07032      | CC Berg et Coiron       | 18,36            | 159 (2022)                        | 8,7                | modifier les données · modifier les données |
| Darbres                         | 07077      | CC Berg et Coiron       | 16,52            | 269 (2022)                        | 16                 | modifier les données · modifier les données |
| Lavilledieu                     | 07138      | CC du Bassin d'Aubenas  | 14,65            | 2 248 (2022)                      | 153                | modifier les données · modifier les données |
| Lussas                          | 07145      | CC Berg et Coiron       | 16,45            | 1 142 (2022)                      | 69                 | modifier les données · modifier les données |
| Mirabel                         | 07159      | CC Berg et Coiron       | 19,90            | 777 (2022)                        | 39                 | modifier les données · modifier les données |
| Saint-Andéol-de-Berg            | 07208      | CC Berg et Coiron       | 15,57            | 130 (2022)                        | 8,3                | modifier les données · modifier les données |
| Saint-Germain                   | 07241      | CC Berg et Coiron       | 9,50             | 704 (2022)                        | 74                 | modifier les données · modifier les données |
| Saint-Gineys-en-Coiron          | 07242      | CC Berg et Coiron       | 13,20            | 119 (2022)                        | 9,0                | modifier les données · modifier les données |
| Saint-Jean-le-Centenier         | 07247      | CC Berg et Coiron       | 15,16            | 868 (2022)                        | 57                 | modifier les données · modifier les données |
| Saint-Laurent-sous-Coiron       | 07263      | CC Berg et Coiron       | 15,58            | 120 (2022)                        | 7,7                | modifier les données · modifier les données |
| Saint-Maurice-d'Ibie            | 07273      | CC Berg et Coiron       | 23,30            | 213 (2022)                        | 9,1                | modifier les données · modifier les données |
| Saint-Pons                      | 07287      | CC Berg et Coiron       | 16,50            | 302 (2022)                        | 18                 | modifier les données · modifier les données |
| Saint-Thomé                     | 07300      | CC Ardèche Rhône Coiron | 19,65            | 475 (2022)                        | 24                 | modifier les données · modifier les données |
| Sceautres                       | 07311      | CC Berg et Coiron       | 14,64            | 147 (2022)                        | 10                 | modifier les données · modifier les données |
| Valvignères                     | 07332      | CC Ardèche Rhône Coiron | 29,78            | 438 (2022)                        | 15                 | modifier les données · modifier les données |
| Villeneuve-de-Berg              | 07341      | CC Berg et Coiron       | 24,61            | 3 031 (2022)                      | 123                | modifier les données · modifier les données |
| Canton de Berg-Helvie           | 0712       |                         | 355,84           | 21 969 (2022)                     | 62                 | modifier les données                        |

## Démographie
En 2022, le canton comptait 21 969 habitants, en évolution de +4,22 % par rapport à 2016 (Ardèche : +2,48 %, France hors Mayotte : +2,11 %).
| 2013   | 2018   | 2022   |
| ------ | ------ | ------ |
| 20 402 | 21 566 | 21 969 |